# Relacionalismo
El relacionalismo o teoría de la relación es cualquier posición teórica que da importancia a la naturaleza relacional de las cosas. Para el relacionalismo, las cosas existen y funcionan solo como entidades relacionales. El relacionalismo puede contrastarse con el llamado relacionismo, que tiende a enfatizar las relaciones per se.

## Relacionalismo filosófico
El relacionalismo en un sentido más amplio se aplica a cualquier sistema de pensamiento que le dé importancia a la naturaleza relacional de la realidad. Pero en su sentido más estricto y filosóficamente restringido, tal como lo proponen el filósofo indio Joseph Kaipayil y otros, el relacionalismo se refiere a la teoría de la realidad que interpreta la existencia, la naturaleza y el significado de las cosas en términos de su relacionalidad o relación. Desde el punto de vista relacionalista, las cosas no son entidades independientes ni eventos vagos, sino detalles relacionales. Los seres individuales son inherentemente relacionales, ya que están ontológicamente abiertos a otros individuos en su constitución y acción. Los individuos particulares, como particulares relacionales, son los constituyentes últimos de la realidad. Los individuos interactúan y conforman el tejido mismo de la realidad.

## El relacionalismo dentro de lafilosofía del espacio y el tiempo
En las discusiones sobre el espacio y el tiempo, el relacionalismo (o relacionismo) se refiere a la noción relacionista de espacio y tiempo de Leibniz frente a las opiniones sustancialistas de Newton. De acuerdo con el sustancialismo de Newton, el espacio y el tiempo son entidades por derecho propio, que existen independientemente de las cosas. El relacionismo de Leibniz, sin embargo, describe el espacio y el tiempo como sistemas de relaciones que existen entre objetos. De manera más general, en física y filosofía, una teoría relacional es un marco para comprender la realidad o un sistema físico, de tal manera que las posiciones y otras propiedades de los objetos solo tienen sentido en relación con otros objetos. En una teoría del espacio-tiempo relacional, el espacio no existe a menos que haya objetos en él, como tampoco existe el tiempo sin acontecimientos. La visión relacional propone que el espacio está contenido en los objetos y que un objeto representa en sí mismo relaciones con otros objetos. El espacio se puede definir a través de las relaciones entre los objetos que contiene considerando sus variaciones a través del tiempo. Esta es una alternativa a una teoría absoluta, en la que el espacio existe independientemente de cualquier objeto que pueda estar inmerso en él.
El punto de vista relacional fue defendido en física por Gottfried Wilhelm Leibniz y Ernst Mach (en su Principio de Mach). Fue rechazado por Isaac Newton en su exitosa descripción de la física clásica. Aunque Albert Einstein quedó impresionado por el Principio de Mach, no lo incorporó por completo a su teoría general de la relatividad. Se han realizado varios intentos para formular una teoría completa de Mach, pero la mayoría de los físicos piensa que ninguno ha tenido éxito hasta ahora. Por ejemplo, puede consultarse la teoría de Brans-Dicke.
La mecánica cuántica relacional y un enfoque relacional de la física cuántica se han desarrollado de forma independiente, en analogía con la relatividad especial del espacio y el tiempo de Einstein. Físicos relacionistas como John Baez y Carlo Rovelli han criticado la principal teoría unificada de la gravedad y la mecánica cuántica, la teoría de cuerdas, por aludir a un espacio absoluto. Algunos estudiosos prefieren una teoría de la gravedad en desarrollo, la gravedad cuántica de bucles, por su "ausencia de fondo".

## El relacionalismo en la teoría del color
El relacionalismo en la teoría del color, tal como lo defienden Jonathan Cohen y otros, sustenta la opinión de que los colores de un objeto se constituyen en parte en términos de relaciones con el perceptor. Una visión anti-relacionalista sobre el color, en cambio, insistiría en que los colores dependen del objeto.

## El relacionalismo en la teoría sociológica
El relacionismo en la sociología relacional a menudo se contrasta con el sustancialismo. Mientras que el sustancialismo, también llamado sustantivismo, tiende a ver a los individuos como entidades autosuficientes capaces de interacción social, el relacionalismo subraya las prácticas humanas sociales y los contextos transaccionales del individuo, así como las relaciones recíprocas.